# Juan Pablo García-Berdoy

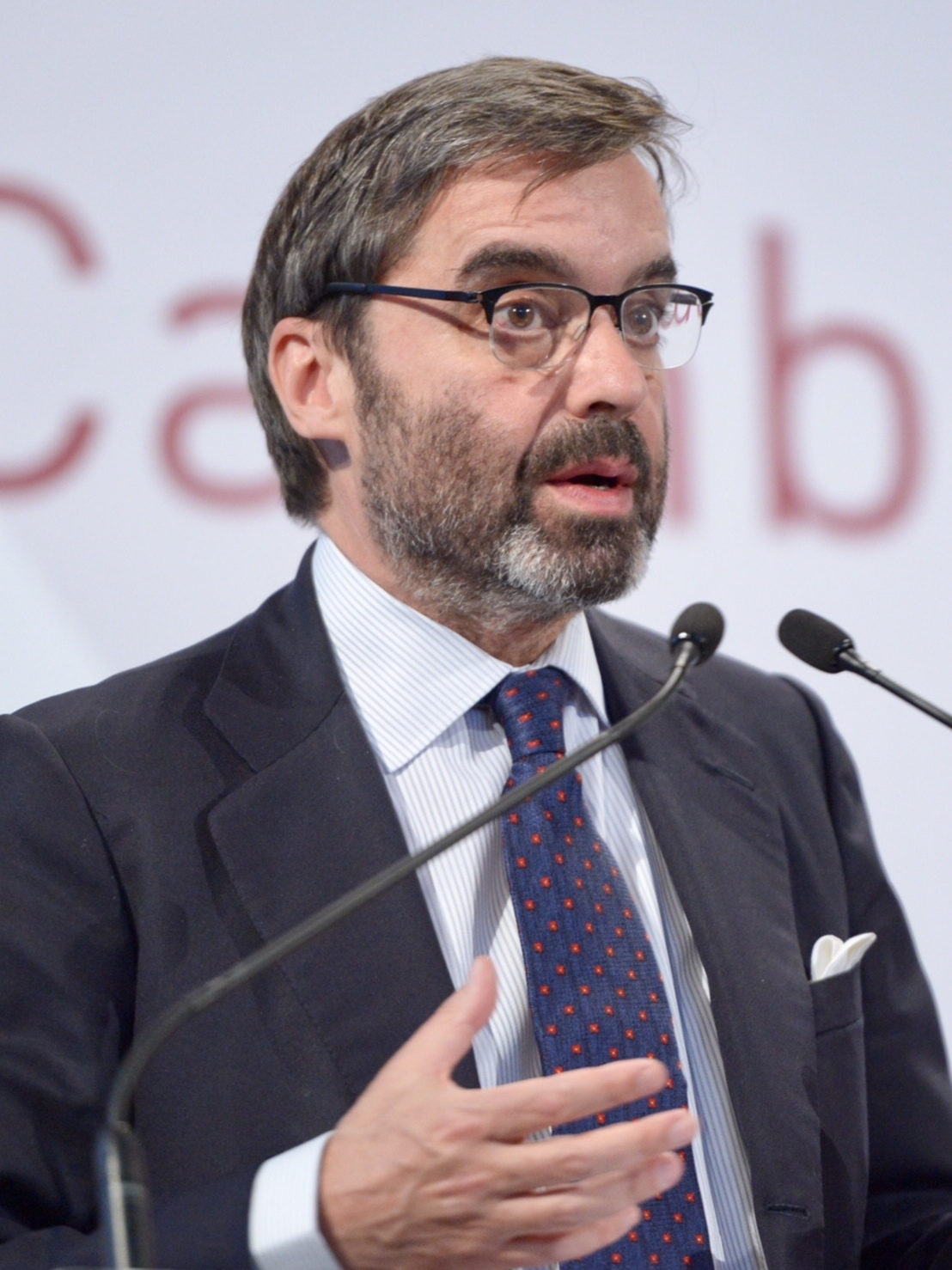
Juan Pablo García-Berdoy, 2017

Juan Pablo García-Berdoy (* 9. März 1961 in Madrid) ist ein spanischer Diplomat.

## Leben
Er studierte Rechtswissenschaften. Von Mai 1987 bis Juli 1988 arbeitete er als Berater im Kabinett des spanischen Außenministers. Es folgte bis Juli 1990 ein Einsatz als spanischer Konsul in Manila auf den Philippinen. Es schloss sich eine Tätigkeit als Referent im Büro des spanischen Außenministers an. Ab Dezember 1990 war er Referent im Staatssekretariat für die Europäischen Gemeinschaften und dort für die mittel- und osteuropäischen Länder zuständig. Im Dezember 1991 ging er als Berater an die spanische Botschaft in Deutschland nach Bonn, wo er bis Januar 1996 arbeitete. Er war insbesondere mit europäischen Angelegenheiten befasst. Von Januar bis Juni 1995 war er als Referent in der Europaabteilung des Auswärtigen Amts tätig und gehörte von Juni bis Dezember 1995 zu einer Gruppe, die sich mit dem Vertrag von Maastricht befasste. 
Im Januar 1996 übernahm er die Aufgabe als Büroleiter und persönlicher Referent des Staatssekretärs für auswärtige Politik und europäische Angelegenheiten, bis er im Mai 2000 Büroleiter und persönlicher Referent beim Vorsitz des spanischen Abgeordnetenhauses Congreso de los Diputados wurde. Von Dezember 2002 bis Mai 2004 übernahm er die Leitung der Europaabteilung des spanischen Außenministeriums.
Im März 2005 wurde er spanischer Botschafter in Rumänien und der Republik Moldau. Die Ämter versah er bis April 2009. Er ließ sich dann aus dem diplomatischen Dienst beurlauben. Im Oktober 2009 gründete er das Aspen Institut Spanien, dessen Generalsekretär er 2010 wurde.
Im Jahr 2012 ging er als spanischer Botschafter in Deutschland nach Berlin. Dezember 2016 wurde er ständiger Vertreter Spaniens bei der Europäischen Union.

## Persönliches
Er ist verheiratet und Vater von drei Söhnen. Neben spanisch spricht er deutsch, englisch, französisch und rumänisch.